# Wiśnia

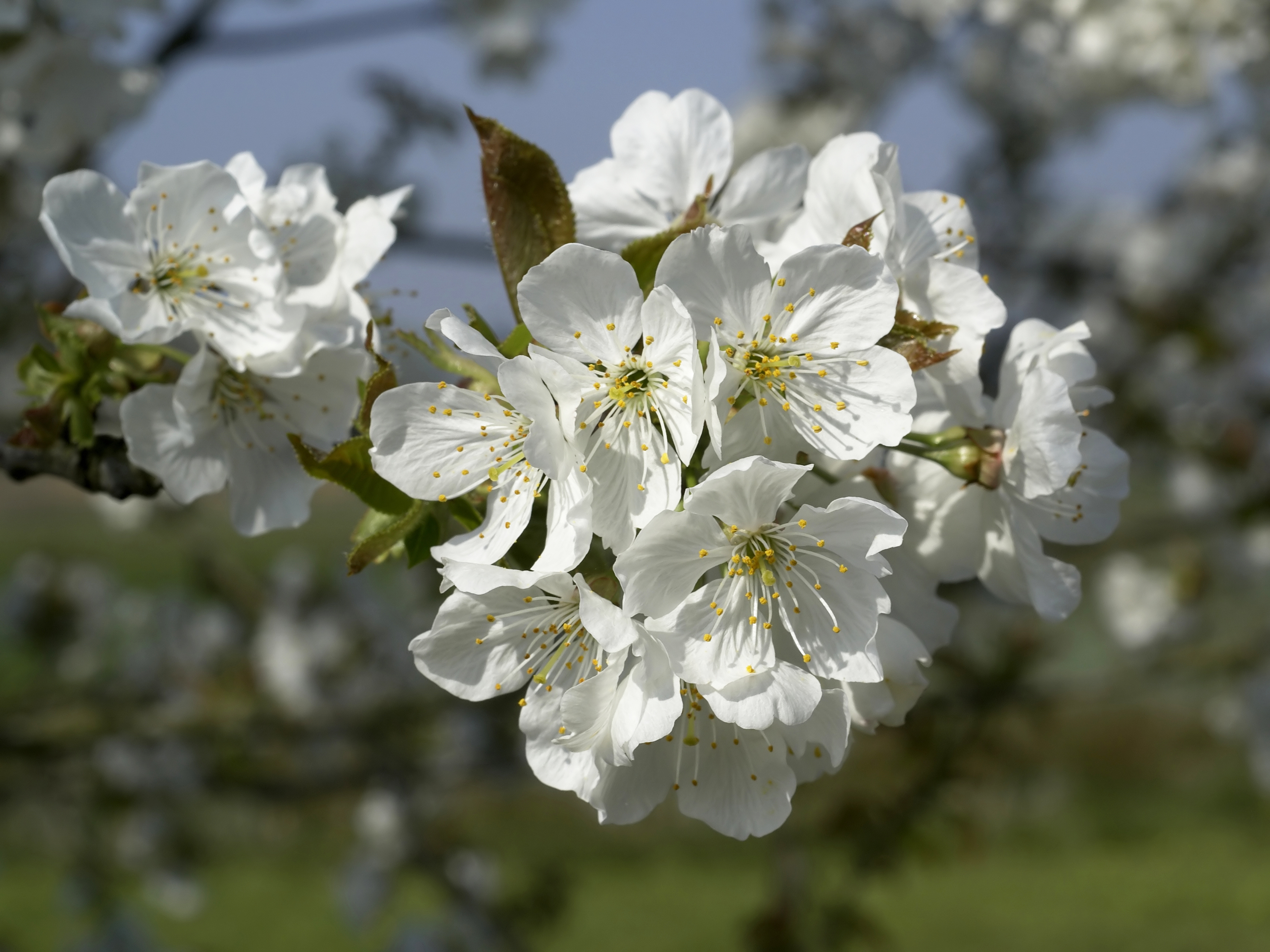
Kwiaty wiśni pospolitej

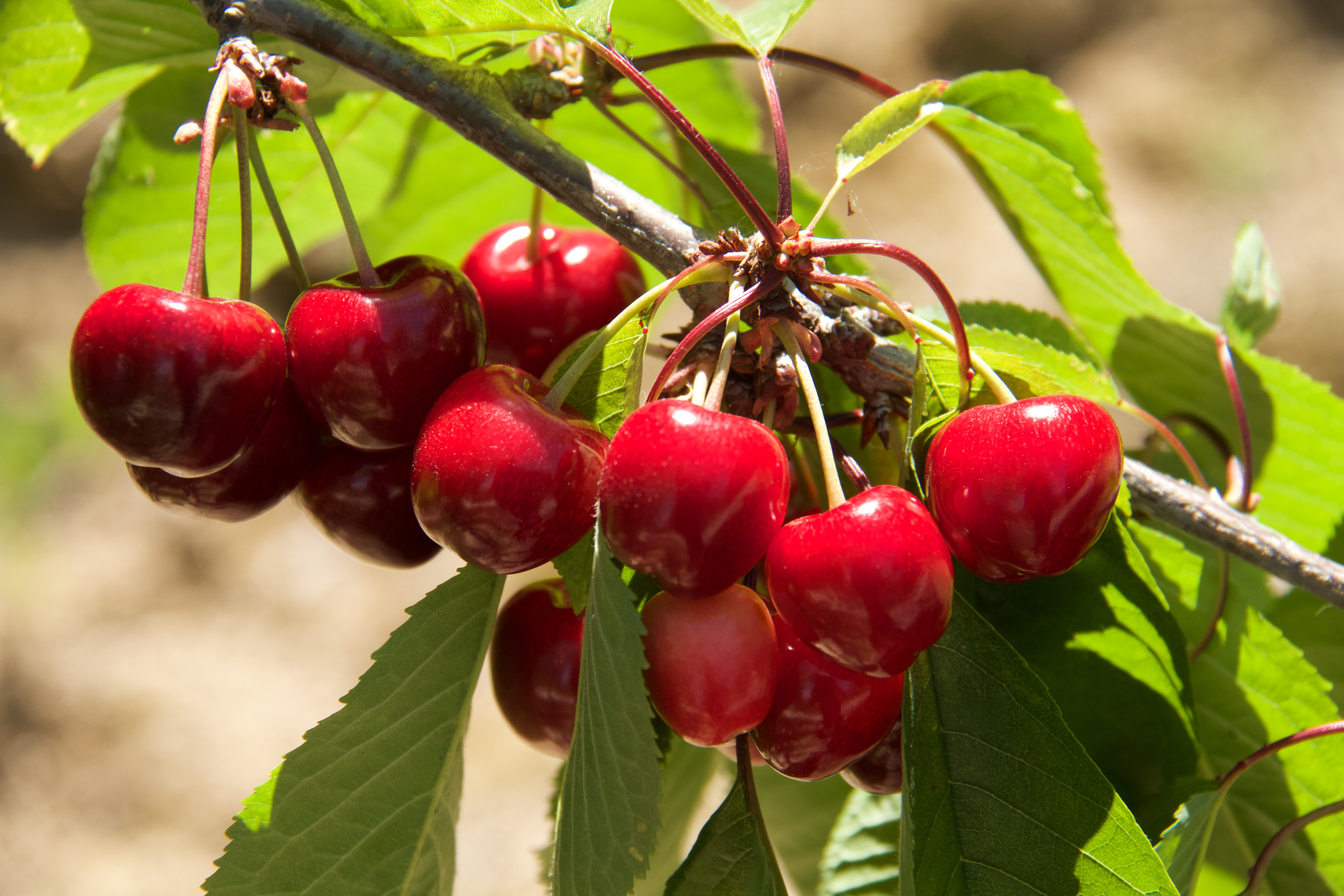
Owoce czereśni

Wiśnia, czereśnia (Cerasus Mill. ≡ Prunus subgen. Cerasus sect. Cerasus) – rodzaj, podrodzaj lub sekcja (w zależności od ujęcia klasyfikacyjnego) roślin z rodziny różowatych. Ze względu na zagnieżdżenie w obrębie rodzaju śliwa Prunus zwykle wyróżniany w randze sekcji, co oznacza, że gatunki zaliczane są do rodzaju śliwa Prunus. Obejmuje ok. 150 gatunków. Występują one w strefie umiarkowanej półkuli północnej, głównie we wschodniej Azji. W Polsce występują dwa gatunki rodzime: wiśnia karłowata (C. fruticosa ≡ Prunus fruticosa) oraz wiśnia ptasia, zwana czereśnią (C. avium ≡ Prunus avium), dwa kolejne gatunki mają status zadomowionych antropofitów: wiśnia wonna (C. mahaleb ≡ Prunus mahaleb) i wiśnia pospolita (C. vulgaris ≡ Prunus cerasus). Liczne gatunki z tego rodzaju/sekcji są uprawiane jako ozdobne lub owocowe.

## Morfologia
PokrójDrzewa i krzewy z pędami zakończonymi pąkiem szczytowym, pozbawionymi cierni, zróżnicowanymi na długopędy i krótkopędy.
LiścieW pąku złożone. Przylistki szybko odpadające, piłkowane z gruczołkami na końcach ząbków. Liście pojedyncze, skrętoległe, ogonkowe, z parą miodników pozakwiatowych na końcu ogonka lub u nasady blaszki. Blaszka pojedynczo lub podwójnie piłkowana.
KwiatyOsadzone na długich zwykle szypułkach w baldaszkach lub baldachogronach, zwykle skąpokwiatowych, nierzadko zredukowanych do pojedynczych kwiatów. Kwiaty promieniste, 5-krotne. Działki kielicha odgięte lub wzniesione. Płatki korony białe lub różowe. Pręcików od 15 do 50. Zalążnia jednokomorowa, z jednego owocolistka, zawiera dwa zalążki.
OwoceKuliste i soczyste pestkowce zawierające kulistą lub jajowatą, niespłaszczoną pestkę.

## Systematyka
Wykaz gatunków w sekcji Cerasus
- Prunus alaica (Pojark.) Gilli
- Prunus apetala (Sieb. & Zucc.) Franch. & Sav
- Prunus avium (L.) L. – czereśnia, wiśnia ptasia
- Prunus campanulata Maxim.
- Prunus canescens Bois
- Prunus cerasoides D.Don
- Prunus cerasus L. – wiśnia pospolita
- Prunus clarofolia C.K.Schneid.
- Prunus concinna Koehne – wiśnia wytworna
- Prunus conradinae Koehne
- Prunus cyclamina Koehne
- Prunus ×dawyckensis Sealy (≡ P. canescens × P. dielsiana)
- Prunus dielsiana C.K.Schneid.
- Prunus emarginata (Douglas) Eaton
- Prunus ×eminens Beck (≡ P. cerasus × P. fruticosa) – wiśnia osobliwa
- Prunus ×fontanesiana (Spach) C. K. Schneid. (≡ P. avium × P. mahaleb)
- Prunus fruticosa Pall. – wiśnia karłowata, wisienka stepowa
- Prunus ×furuseana Ohwi (≡ P. incisa × P. jamasakura)
- Prunus glandulifolia Rupr. & Maxim.
- Prunus ×gondouinii (Poit. & Turpin) Rehder (≡ P. avium × P. cerasus)
- Prunus himalaica Kitam.
- Prunus ×incam Ingram ex R. T. Olsen & Whittem. (≡ P. incisa × P. campanulata)
- Prunus incisa Thunb. – śliwa wczesna
- Prunus ×juddii E. S. Anderson (≡ P. sargentii × P. yedoensis)
- Prunus leveilleana Koehne
- Prunus maackii Rupr. – czeremcha Maacka
- Prunus mahaleb L. – wiśnia wonna, antypka
- Prunus maximowiczii Rupr.
- Prunus meyeri Rehder
- Prunus nipponica Matsum.
- Prunus pensylvanica L. f. – wiśnia pensylwańska
- Prunus pleiocerasus Koehne
- Prunus pojarkovii A. E. Murray
- Prunus pseudocerasus Lindl.
- Prunus rufa Hook. f.
- Prunus sargentii Rehder – śliwa sachalińska, wiśnia Sargenta
- Prunus ×schmittii Rehder (≡ P. canescens × P. avium) – wiśnia Schmitta
- Prunus serrula Franch. – wiśnia tybetańska
- Prunus serrulata Lindl. – wiśnia piłkowana
- Prunus setulosa Batalin
- Prunus speciosa (Koidz.) Ingram
- Prunus stipulacea Maxim.
- Prunus subhirtella Miq. – wiśnia różowa
- Prunus takasagomontana Sasaki
- Prunus takesimensis Nakai
- Prunus trichostoma Koehne
- Prunus ×tschonoskii Koehne
- Prunus verecunda (Koidz.) Koehne
- Prunus yedoensis Matsum – wiśnia jedoeńska

## Zastosowanie
- Roślina uprawna: uprawia się je jako drzewa owocowe.
- Roślina ozdobna: uprawiana w parkach i ogrodach.
- Sztuka kulinarna: smaczne owoce znajdują zastosowanie w kuchni. Z wiśni robi się także nalewkę – wiśniówkę.
- Sadownictwo: czereśnia ptasia jest szeroko wykorzystywana jako podkładka do szczepienia wiśni przeznaczonych do hodowli na glebach żyznych. Do hodowli na glebach ubogich jako podkładki używa się antypki.